# Bessamorel
Bessamorel ist eine französische Gemeinde mit 448 Einwohnern (Stand: 1. Januar 2022) im Département Haute-Loire in der Region Auvergne-Rhône-Alpes. Sie gehört zum Arrondissement Yssingeaux und zum Kanton Yssingeaux.

## Geographie
Bessamorel liegt im Velay, einer Landschaft im französischen Zentralmassiv, etwa 18 Kilometer ostnordöstlich von Le Puy-en-Velay. Das Gemeindegebiet wird vom Fluss Ramel durchquert. Umgeben wird Bessamorel von den Nachbargemeinden Yssingeaux im Norden und Osten, Le Pertuis im Süden sowie Saint-Julien-du-Pinet im Westen.

## Geschichte
Der Tempelritterorden unterhielt hier im 13. Jahrhundert eine Komtur mit Zehntscheune. Nach der Zerschlagung des Ordens nahm der Johanniterorden seine Rolle ein. 1574 wurde der Ort durch die Protestanten gebrandschatzt.

## Weblinks

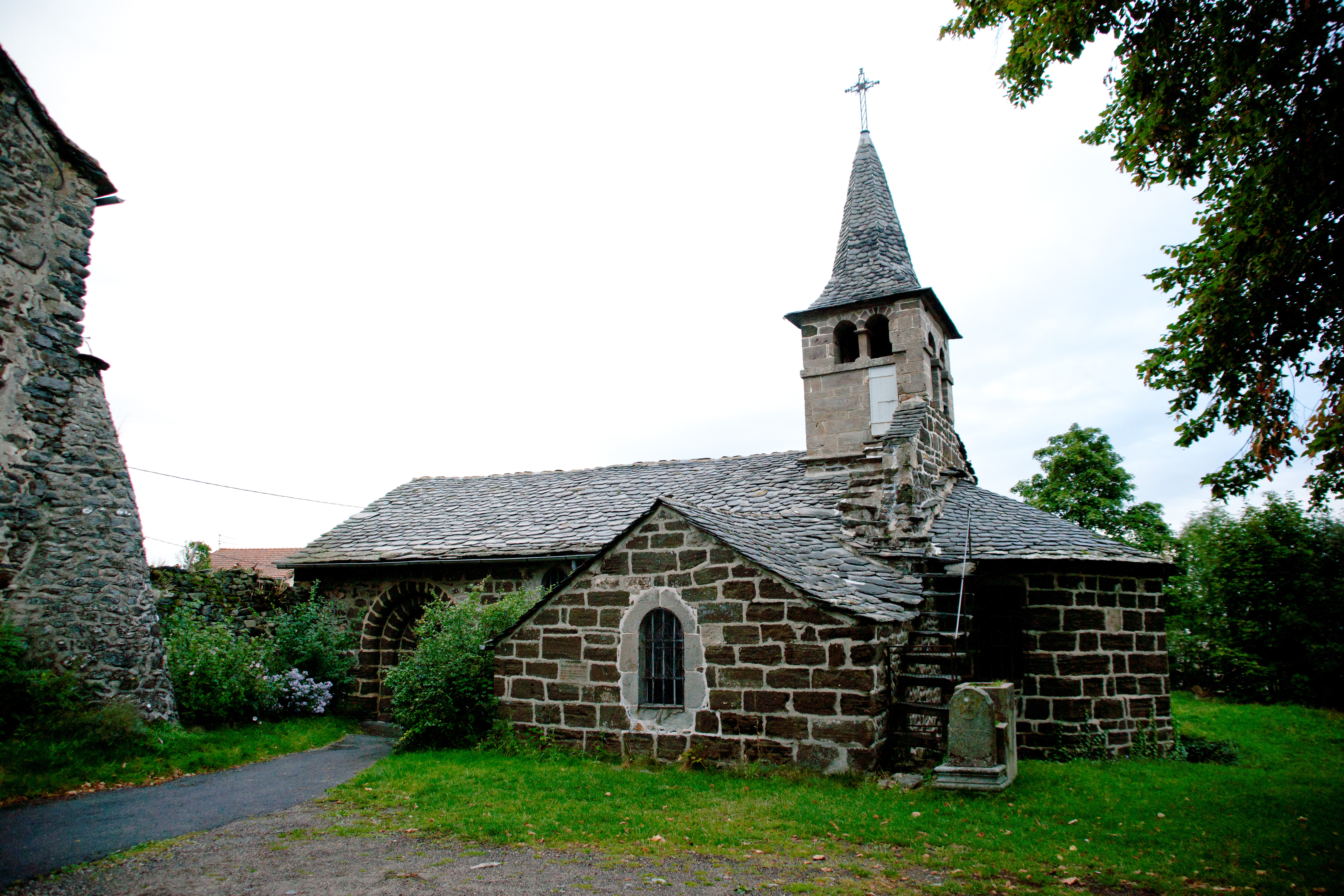
Kirche Saint-Jean-Baptiste

## Bevölkerungsentwicklung
| Jahr                       | 1962 | 1968 | 1975 | 1982 | 1990 | 1999 | 2006 | 2017 |
| Einwohner                  | 248  | 239  | 242  | 262  | 275  | 329  | 392  | 458  |
| Quellen: Cassini und INSEE |      |      |      |      |      |      |      |      |

## Sehenswürdigkeiten
- Kirche Saint-Jean-Baptiste